# Have a Smile with Me
Have a Smile With Me – album amerykańskiego muzyka Raya Charlesa, wydany w 1964 roku. W przeciwieństwie do poprzedniej koncepcyjnej płyty muzyka, Sweet & Sour Tears, Have a Smile With Me składa się z utworów wesołych, humorystycznych.
Piosenki z albumów Ingredients in a Recipe for Soul oraz Have a Smile With Me zostały w 1997 roku wydane na jednej płycie.

## Lista utworów

### Strona pierwsza
| 1. | „Smack Dab in the Middle” (Calhoun)           | 3:21  |
|    |                                               |       |
| 2. | „Feudin’ and Fightin'” (Dubin, Lane)          | 2:15  |
|    |                                               |       |
| 3. | „Two Ton Tessie” (Hardman, Turk)              | 4:00  |
|    |                                               |       |
| 4. | „I Never See Maggie Alone” (Nicholls, Tisley) | 5:46  |
|    |                                               |       |
| 5. | „Move It On Over” (Williams)                  | 2:40  |
|    |                                               |       |
|    |                                               | 18:02 |
|    |                                               |       |

### Strona druga
| 1. | „Ma (She’s Making Eyes at Me)” (Clare, Conrad)              | 3:30  |
|    |                                                             |       |
| 2. | „The Thing” (Grean)                                         | 2:28  |
|    |                                                             |       |
| 3. | „The Man with the Weird Beard” (Drake, Hoffman, Livingston) | 3:59  |
|    |                                                             |       |
| 4. | „The Naughty Lady of Shady Lane” (Bennett, Tepper)          | 3:12  |
|    |                                                             |       |
| 5. | „Who Cares (For Me)” (Gibson)                               | 2:19  |
|    |                                                             |       |
|    |                                                             | 15:28 |
|    |                                                             |       |